# Železniško postajališče Dobravice
Železniško postajališče Dobravice je eno izmed železniških postajališč v Sloveniji, ki oskrbuje bližnje naselje Dolnje Dobravice.